# Dossenheim-sur-Zinsel

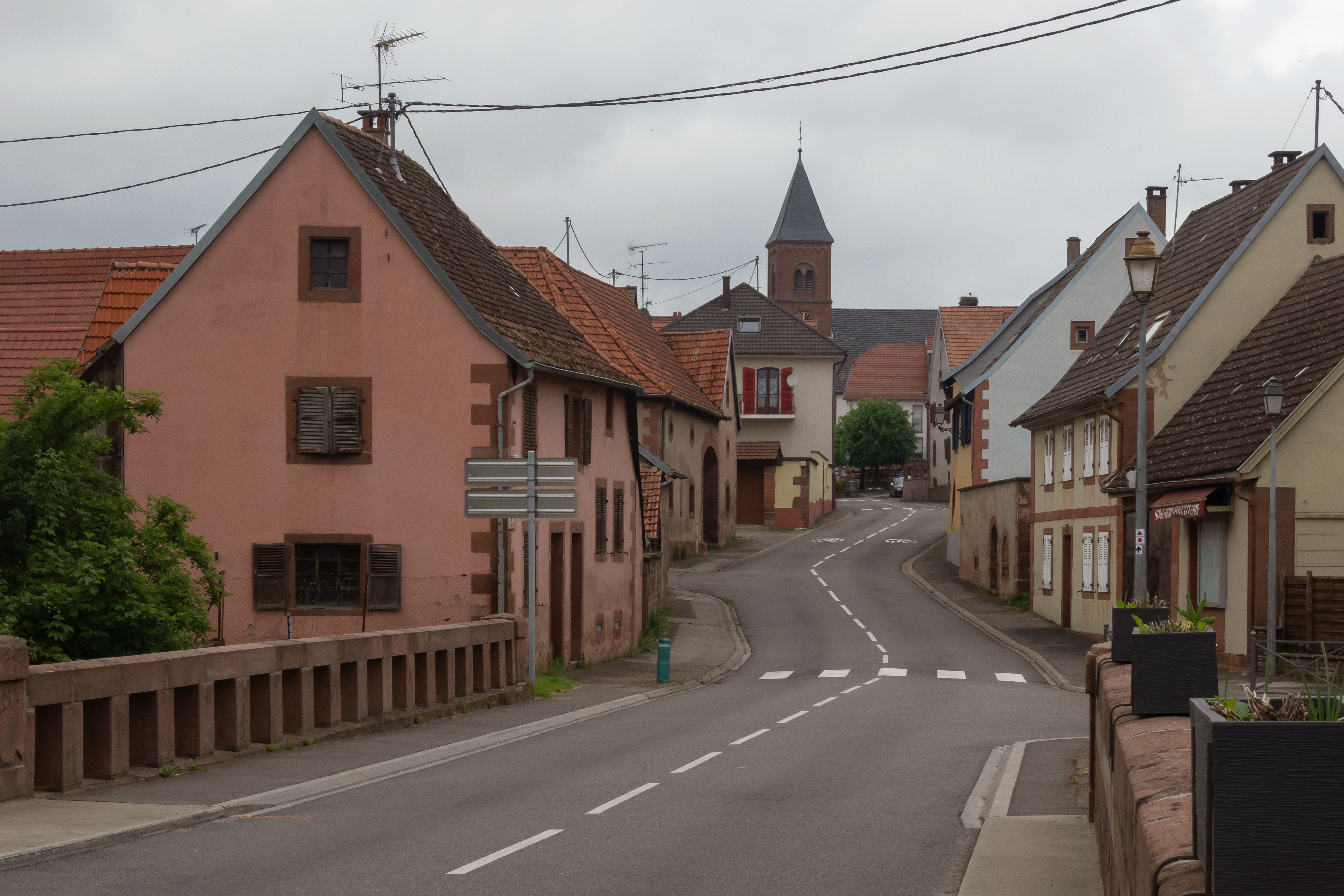
Dossenheim sur Zinsel, Strassebild mit Kirche (l’église simultanée Saint-Léonard)

Dossenheim-sur-Zinsel (deutsch Dossenheim bzw. Dossenheim an der Zinsel) ist eine französische Gemeinde mit 1.036 Einwohnern (Stand 1. Januar 2021). Sie liegt am namengebenden Fluss Südliche Zinsel, am Rand der Vogesen, im Département Bas-Rhin in der Region Grand Est (bis 2015 Elsass). Seit dem 1. Januar 2015 gehört die Gemeinde zum Kanton Ingwiller.
Das Gemeindegebiet ist Teil des Biosphärenreservates Pfälzerwald-Vosges du Nord.

## Geschichte
In der Datenbank „Regnum Francorum online“ (Marmoutier o.Nr.) finden wir, dass „Dozzenheim“ im Jahr 900 Besitz des Klosters Maursmünster war, das seine Güter hier schon früher bekommen haben könnte, was aber urkundlich nicht nachweisbar ist. Die französische Geschichtsschreibung nennt erste urkundliche Erwähnungen von 728, 1120 und 1124, ohne auf Urkunden darüber  verweisen zu können. Und um die „Hunebourg“ oder ein „refugé fortifié“ ranken sich viele Geschichten, die dazu keine Jahreszahlen nennen. Archäologische Funde rund um den Ort beschreibt die Seite „www.kochersberg.fr“.

## Bevölkerungsentwicklung
| 1962 | 1968 | 1975 | 1982 | 1990 | 1999 | 2006 | 2017 | 2021 |
| ---- | ---- | ---- | ---- | ---- | ---- | ---- | ---- | ---- |
| 951  | 954  | 1057 | 1094 | 1098 | 1069 | 1094 | 1058 | 1036 |

## Sehenswürdigkeiten
- Fontaine du Bürgermeister Kleitz, ein Dorfbrunnen
- Kirche St. Leonhard
- Hüneburg

## Persönlichkeiten
- Wilhelm Philipp Schimper (1808–1880), französischer Botaniker und Paläontologe